# نمیار
نمیار یا نمک‌یار (در شرق گیلان نیمکار) صفحه‌ای سینی شکل از جنس سفال محکم است که از آن به عنوان آسیاب خانگی استفاده می‌شود. وسیله ساییدن نیز تکه سنگی صاف و گرد به نام «مشته سنگ» است که به اندازه یک مشت دست قابلیت ساییدن سبزیجات، مغز گردو، برنج و گندم را داراست.
درار یا دلار یا پینی را، که چاشنی متشکل از نعناع و پونه و کاکوتی یا خالواش به همراه نمک است، در این وسیله آماده می‌کنند. نمک در نمیار چنان آسیاب می‌شود که با ترکیب این سبزیجات خمیری لطیف برای استفاده در ماست و دوغ و خیار آماده می‌شود. پس از پایان ساختن درار به جای شستن نمیار آلوچه‌های تازه یا «هلی» را درون نمیار گذاشته و با مشته سنگ بر روی آن می‌کوبند. ترکیب درار باقی مانده در نمیار و آب ترش هلی‌ها یک ترکیب به یاد ماندنی از دوران کودکی هر گیلانی به‌شمار می‌رود.